# (9730) 1982 FA
A (9730) 1982 FA a Naprendszer kisbolygóövében található aszteroida. Michael L. Sitko és W. A. Stern fedezte fel 1982. március 23-án.